# André De Meulemeester

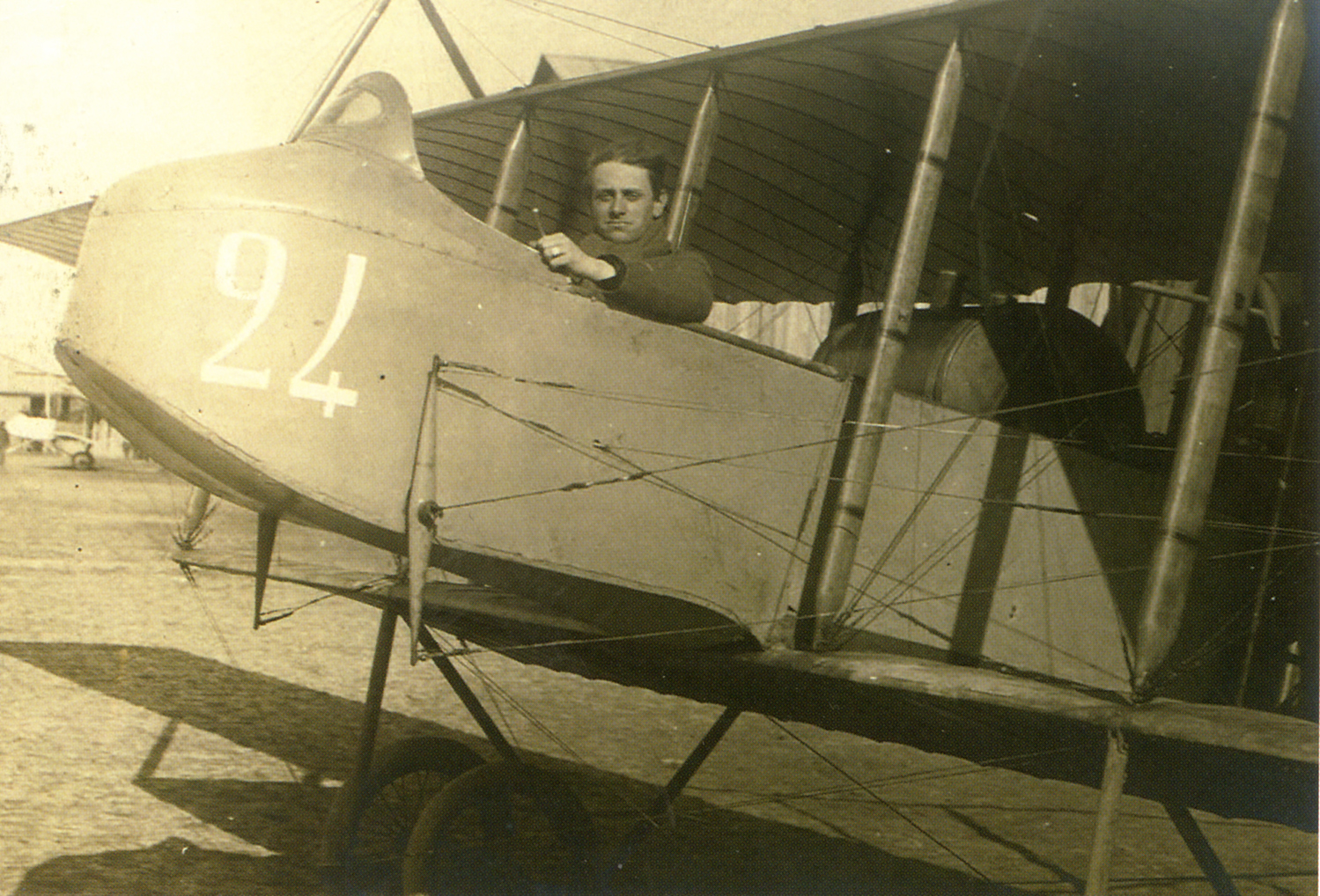
André De Meulemeester als piloot tijdens de Eerste Wereldoorlog

André Emile Alfons De Meulemeester (Brugge, 28 december 1894 – 7 maart 1973) was een Belgische toppiloot uit de Eerste Wereldoorlog. Met zijn elf officiële overwinningen is hij als piloot de tweede uitblinker van België na Willy Coppens. Zijn bijnamen waren De Arend van Vlaanderen en Sergent Mystère.

## Familie
André De Meulemeester was een zoon van Victor De Meulemeester (1866-1927), die van november 1919 tot aan zijn dood senator van de Belgische Werkliedenpartij was voor het arrondissement Brussel. Hij was de kleinzoon van brouwer Leon De Meulemeester (1841-1922), eigenaar van brouwerij De Arend en getrouwd met Virginie Verstraete, de zus van Jules, stichter van de stokerij Verstraete, later Nederlandse Gist- en Spiritusfabriek in Brugge. De broer van Victor en oom van André, Alphonse De Meulemeester (1876-1927), was vennoot in De Arend en was van 1903 tot 1914 voorzitter van Club Brugge.
Samen met zijn echtgenote, Cécile Graux (1902-1998), met wie hij in 1925 trouwde, woonde André De Meulemeester in een rococohuis aan de Sint-Annarei in Brugge. Zij was de kleindochter van Charles Graux, minister van financiën (1878-1884) en de dochter van Charles II Graux, secretaris van koningin Elisabeth van België. Haar zus, Marie-Hélène Graux (1901-1955), trouwde met Ernest-John Solvay (1895-1972), sinds 1969 graaf Ernest Solvay de la Hulpe, kleinzoon van Ernest-John Solvay. De enige zoon van het echtpaar, Michel De Meulemeester (°1926) emigreerde naar Canada. De enige dochter, Marie-Anne (°1928), trouwde met de architect Axel Ghyssaert.
Het echtpaar De Meulemeester richtte in de jaren zestig een vereniging op voor hulpverlening aan verlaten kinderen.
Zijn overlijden in 1973 ging bijna onopgemerkt voorbij. Geen kranten, behalve in Brugge, gaven er melding van. De begrafenis gebeurde in strikte intimiteit. Het Festival van Vlaanderen Musica Antiqua in Brugge droeg zijn concert van 9 augustus 1973 (Recital Nigel Rogers en Colin Tilney in het stadhuis) in dankbare herinnering op aan de trouwe luisteraar en mecenas die André De Meulemeester was geweest.

## Oorlogspiloot
De Meulemeester sloot zich op zijn twintigste als vrijwilliger aan bij de Compagnie d’Aviateurs. Hij volgde een opleiding in Hendon waar hij zijn burgervliegbrevet behaalde op 8 oktober 1915. Vervolgens werd hij opgeleid tot militaire vlieger te Étampes en op 8 oktober 1916 werd hij ingedeeld bij de 1e escadrille in De Moeren, waar hij achtereenvolgens met een Nieuport tweedekker, een Nieuport 11 en later met een Nieuport 23 vloog. Zijn eerste overwinning behaalde hij op 30 april 1917. Nadat hij op 21 augustus 1917 een Duitse Albatros had neergehaald, kreeg hij als bijnaam De Arend van Vlaanderen. Bij deze vlucht raakte hij overigens flink gewond. Zijn bijnaam Mystère dankt De Meulemeester aan het feit dat zijn Franstalige collega's moeilijkheden hadden om zijn naam 'Meulemeester' uit te spreken. Zij kortten dit af tot Mystère.
Hij schilderde zijn vliegtuig, een Nieuport 23, geel en nam bij elke vlucht zijn chihuahua genaamd "Stabilo" mee. Begin 1918 veranderde het 1e in het 9e escadrille waar hij nog vier overwinningen behaalde in een Hanriot HD.1. Na zijn tiende overwinning vond André het voor zichzelf rechtvaardig om gepromoveerd te worden van adjudant tot onderluitenant en speldde een tweetal extra sterren op een luitenantuniform. Nadat de staf dit ter ore kwam, werd André alsnog officieel tot onderluitenant benoemd.
Zijn elfde en laatste officiële overwinning was op een kabelballon, een zogenaamde "Drachen", op 3 oktober 1918 boven Torhout. Een riskante operatie, omdat deze ballonnen vaak goed bewapend waren en soms explosieven bevatten om te dienen als vliegende mijn. Ook bij deze actie raakte hij gewond. Tijdens zijn gehele dienst is hij ook nog eens tweemaal in gevecht geraakt met "bevriende" Britse D.H.4's. Naast de officiële, behaalde hij ook nog negentien niet-bevestigde overwinningen.
André de Meulemeester bleef in de herinnering van zijn legerkameraden voortleven als een patriottische grappenmaker en pianospeler, met ongrijpbare trekjes.
Het smaldeelinsigne van het 1ste smaldeel waar hij toe behoorde, de Schotse Distel met het motto "Nemo me impune lacessit" ("Niemand valt me straffeloos aan") werd bedacht door André de Meulemeester in 1917, en is daarmee het oudste insigne van de Belgische Luchtmacht.
Tijdens de Achttiendaagse Veldtocht in mei 1940 nam De Meulemeester opnieuw dienst in de Belgische luchtmacht.

## Club Mystère
Tot weinige jaren voor zijn dood onderhield De Meulemeester regelmatig contacten met de Belgische oorlogspiloten van de Eerste Wereldoorlog. Hij bracht ze samen in Brussel, meestal in het hotel-restaurant Carlton, onder de naam van Club Mystère voor een lunch, waarop telkens een prominente Belg of buitenlander als eregast werd uitgenodigd. Ook andere van André's vrienden of naaste familieleden behoorden soms tot de genodigden. Het laatste gedocumenteerde diner vond plaats in 1967, hoewel er ook nadien waarschijnlijk nog geweest zijn.
De lijst van de uitgenodigde eregasten klinkt als een 'who is who' van wie prominent was in België: koningin Elisabeth, eerste ministers Achiel Van Acker, Paul van Zeeland, Paul-Henri Spaak, Joseph Pholien en Jean Van Houtte, nuntii zoals Fernando Cento en Efrem Forni, ministers zoals Camille Gutt en Arthur Gilson, hoge functionarissen, generaals, voorzitters van grote banken, enz.

## Brouwer

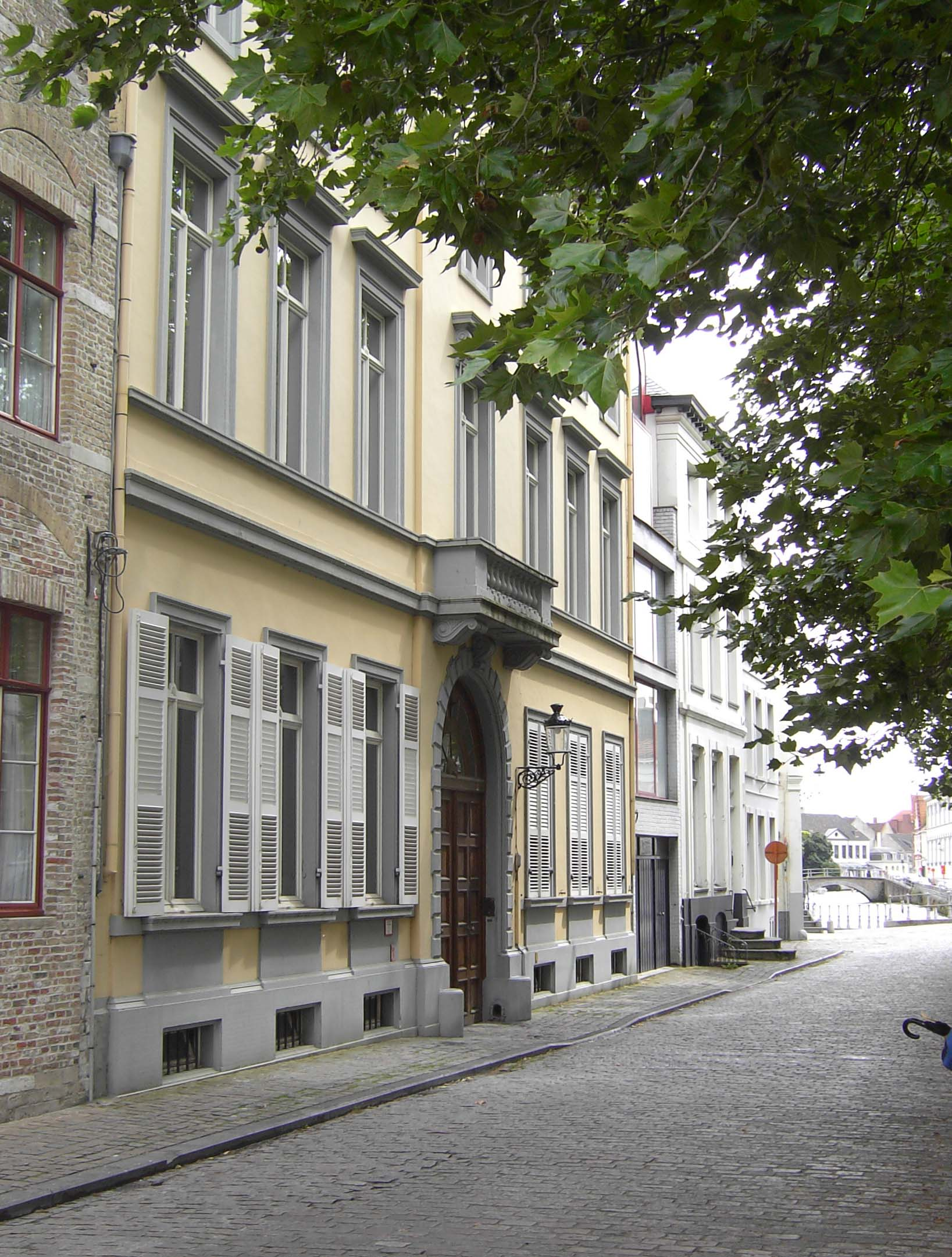
In dit gebouw aan de Sint-Annarei te Brugge was de zetel van de Aigle Belgica gevestigd

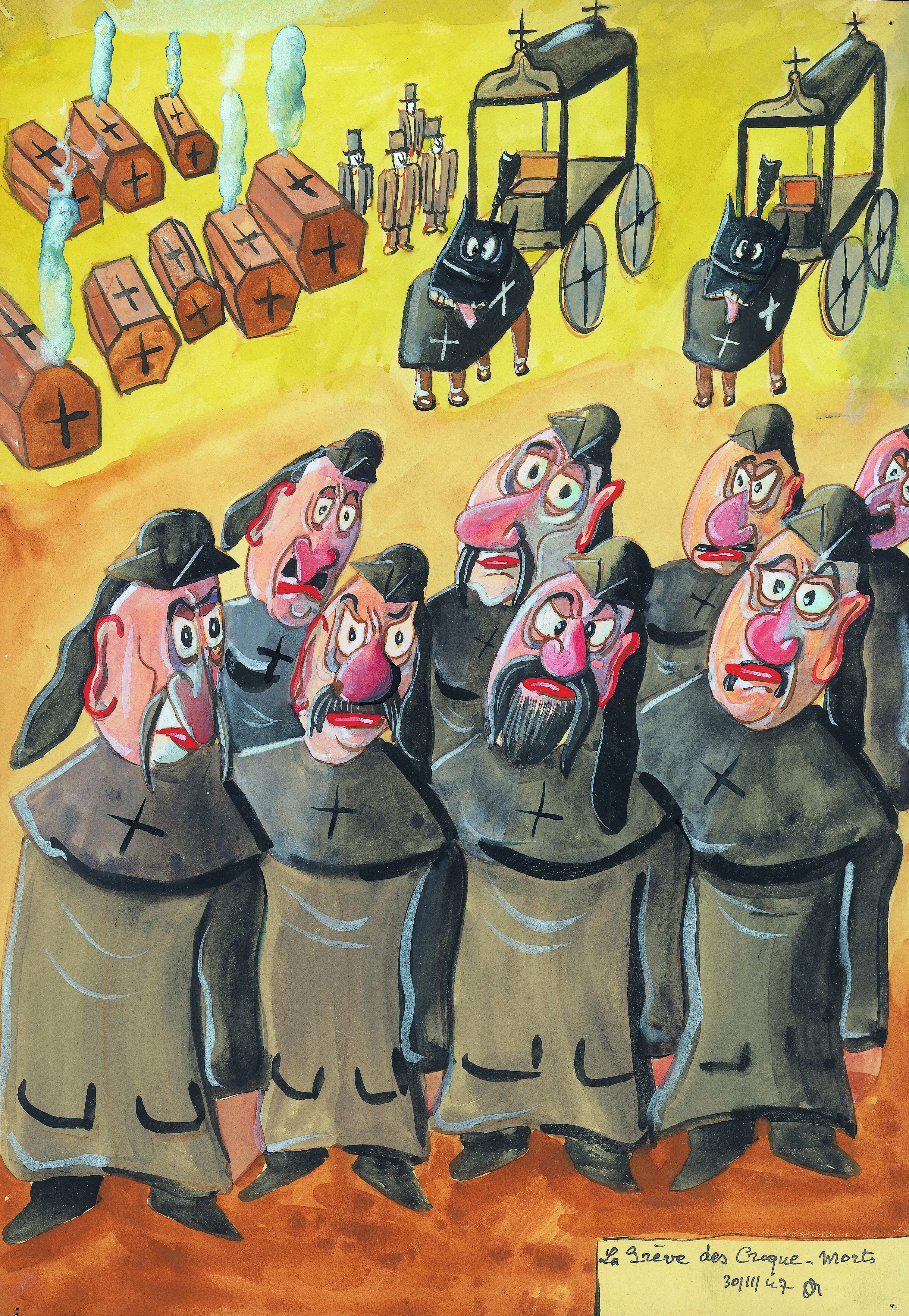
Satirische tekening: 'Staking van de lijkdragers' door André De Meulemeester.

Na de Eerste Wereldoorlog verliet De Meulemeester de luchtmacht om zich toe te leggen op het familiebedrijf, de Brouwerij De Meulemeester-Verstraete of De Arend.
De brouwerij Den Arend bestond sinds minstens 1553 en was vanaf het begin van de negentiende eeuw eigendom van de familie De Meulemeester. Na de dood, in 1927, van de twee eigenaars, de gebroeders Victor en Leon De Meulemeester, werd in 1928 een fusie aangegaan met de Gentse brouwerij Belgica. Van de nieuwe naamloze vennootschap Aigle Belgica werd André De Meulemeester voorzitter van de raad van bestuur.
Hij was ook bestuurder in andere vennootschappen, onder meer bij Sabena.
In 1978 werd Aigle Belgica overgenomen door Brouwerij Piedboeuf uit Luik, brouwer van het bier Jupiler. In 1988 ging deze een grote fusie aan met Brouwerij Artois uit Leuven, brouwer van het bier Stella onder de naam Interbrew. In 2004 fuseerde Interbrew met de Companhia de Bebidas das Americas (AmBev), en werd aldus een van de pijlers van de multinational Inbev, in 2008 nog verder uitgebreid tot Anheuser-Busch InBev.

## Kunstenaar
De Meulemeester was vanaf 1931 tot aan zijn dood tekenaar en aquarellist, zonder dat hij hieraan ook maar enige ruchtbaarheid gaf. Zijn oeuvre, bestaande uit een 1400 werken, werd door het echtpaar Axel Ghyssaert en Anne-Marie De Meulemeester (dochter van André) in 2009 overgedragen aan Bruges Art Route (vzw Kunstroute), die zorg zou dragen voor de inventarisering, ontsluiting en bekendmaking van het werk.
Ter gelegenheid van de Open Monumentendagen 2011 werden in het kunstaarsatelier van Flori Van Acker (zetel van Bruges Art Route), voor het eerst tekeningen van André De Meulemeester getoond. Ze hadden betrekking op de Grote Oorlog.
Op Erfgoeddag 21-22 april 2012 werd aandacht geschonken aan André De Meulemeester in het kader van het thema "Helden". Er werd opnieuw een selectie van zijn werk getoond in het kunstenaarsatelier Flori Van Acker, en het provinciale 'Tolhuis' wijdde van april tot juni een tentoonstelling aan de archivalia die op André De Meulemeester en op de brouwerij De Arend betrekking hebben.
Van 7 tot 21 maart 2014 ging in de Brugse stadshallen de eerste retrospectieve tentoonstelling door gewijd aan de cartoons van André De Meulemeester.
Na 2014 ontstond een ernstig meningsverschil en, na een gerechtelijke uitspraak, werd de collectie opnieuw uitsluitende eigendom van het echtpaar Ghyssaert.
Ereconservator Jan Hoet verklaarde over de met James Ensor verwante kunst van De Meulemeester: ... Uit het hart, ongelooflijk, machtige kleuren, zeer sterk werk, fantastische composities, wat een verbeeldingskracht, wat een ontdekking.... Wanneer studies over dit werk zullen uitgevoerd worden, zal naast het knappe vakmanschap ook de geest waarin de werken tot stand kwamen en de thema's die behandeld werden onderwerp van onderzoek zijn: humoristisch, sarcastisch tot cynisch, met grote mensenkennis en met een plezierige maar illusieloze kijk op de mens en zijn omgeving.
De Meulemeester maakte kennis met de egyptoloog Jean Capart en sloot vriendschap met hem. Hij leerde hiërogliefen ontcijferen en lezen.

## Archief
Het persoonlijk archief van André De Meulemeester werd in 2005 door de familie geschonken aan de Provinciale Bibliotheek Tolhuis. Sinds 2017 worden de stukken bewaard in het stadsarchief van Kortrijk. Het archief bevat voornamelijk:
- Correspondentie van en aan André De Meulemeester, hoofdzakelijk uit de periode 1914-1918.
- Het oorlogsdagboek van zijn grootvader Leon De Meulemeester, dat loopt van 22 augustus 1915 tot 16 oktober 1918. Het dagboek beschrijft de gebeurtenissen in Brugge tijdens de Eerste Wereldoorlog.
- Foto’s over zijn activiteiten als gevechtspiloot.
- Documentatie (krantenknipsels, tijdschriften, brochures…) over het vliegwezen, hoofdzakelijk tijdens de Eerste Wereldoorlog.
- Medailles.

## Onderscheidingen
- Officier in de Leopoldsorde met palm
- Officier in de Kroonorde
- Oorlogskruis 1914-1918 (België)
- Oorlogskruis (Frankrijk)
- Medaglia d'oro al Valore Militare (Italië)